# Herrarnas C-1 1000 meter i kanotsport vid olympiska sommarspelen 2020
Herrarnas C-1 1000 meter vid olympiska sommarspelen 2020 hölls mellan 6 och 7 augusti 2021 på Sea Forest Waterway i Tokyo.
Det var 20:e gången grenen fanns med vid sommar-OS och det är en av fyra grenar som funnits med i varje upplaga av sommar-OS sedan 1936. Grenen är en tävling i enmanskanadensare (C1) på en distans över 1000 meter.

## Resultat

### Försöksheat
De två högst placerade gick direkt vidare till semifinal medan övriga gick till kvartsfinal.
| Placering | Bana | Kanotist          | Land     | Tid      | Noteringar  |
| --------- | ---- | ----------------- | -------- | -------- | ----------- |
| 1         | 6    | Cătălin Chirilă   | Rumänien | 4.05,617 | Semifinal   |
| 2         | 5    | José Ramón Pelier | Kuba     | 4.06,343 | Semifinal   |
| 3         | 4    | Zheng Pengfei     | Kina     | 4.10,115 | Kvartsfinal |
| 4         | 3    | Mateusz Kamiński  | Polen    | 4.11,202 | Kvartsfinal |
| 5         | 6    | Viktor Melantjev  | ROC      | 4.14,004 | Kvartsfinal |
| 6         | 1    | Dániel Fejes      | Ungern   | 4.34,000 | Kvartsfinal |
| 7         | 2    | Takanori Tōme     | Japan    | 4.37,208 | Kvartsfinal |

| Placering | Bana | Kanotist                 | Land      | Tid      | Noteringar  |
| --------- | ---- | ------------------------ | --------- | -------- | ----------- |
| 1         | 5    | Isaquias Queiroz         | Brasilien | 3.59,894 | Semifinal   |
| 2         | 6    | Liu Hao                  | Kina      | 4.06,914 | Semifinal   |
| 3         | 2    | Petr Fuksa               | Tjeckien  | 4.14,482 | Kvartsfinal |
| 4         | 3    | Pavlo Altukhov           | Ukraina   | 4.15,508 | Kvartsfinal |
| 5         | 1    | Sergey Yemelyanov        | Kazakstan | 4.16,039 | Kvartsfinal |
| 6         | 4    | Wiktor Głazunow          | Polen     | 4.25,996 | Kvartsfinal |
| 7         | 7    | Rudolph Berking-Williams | Samoa     | 5.19,538 | Kvartsfinal |

| Placering | Bana | Kanotist                  | Land                  | Tid      | Noteringar  |
| --------- | ---- | ------------------------- | --------------------- | -------- | ----------- |
| 1         | 5    | Martin Fuksa              | Tjeckien              | 4.01,620 | Semifinal   |
| 2         | 2    | Balázs Adolf              | Ungern                | 4.01,665 | Semifinal   |
| 3         | 4    | Sebastian Brendel         | Tyskland              | 4.02,351 | Kvartsfinal |
| 4         | 6    | Jacky Godmann             | Brasilien             | 4.24,732 | Kvartsfinal |
| 5         | 6    | Roland Varga              | Kanada                | 4.49,250 | Kvartsfinal |
| 6         | 3    | Joaquim Lobo              | Moçambique            | 4.49,676 | Kvartsfinal |
| 7         | 1    | Roque Fernandes Dos Ramos | São Tomé och Príncipe | 5.00,977 | Kvartsfinal |

| Placering | Bana | Kanotist                 | Land                  | Tid      | Noteringar  |
| --------- | ---- | ------------------------ | --------------------- | -------- | ----------- |
| 1         | 4    | Serghei Tarnovschi       | Moldavien             | 4.02,794 | Semifinal   |
| 2         | 5    | Adrien Bart              | Frankrike             | 4.03,771 | Semifinal   |
| 3         | 1    | Vladislav Tjebotar       | ROC                   | 4.28,951 | Kvartsfinal |
| 4         | 6    | Cayetano García          | Spanien               | 4.34,418 | Kvartsfinal |
| 5         | 2    | Victor Mihalachi         | Rumänien              | 4.39,865 | Kvartsfinal |
| 6         | 3    | Buly Da Conceição Triste | São Tomé och Príncipe | 4.57,659 | Kvartsfinal |

#### Heat 5
| Placering | Bana | Kanotist               | Land     | Tid      | Noteringar  |
| --------- | ---- | ---------------------- | -------- | -------- | ----------- |
| 1         | 4    | Fernando Jorge         | Kuba     | 4.04,378 | Semifinal   |
| 2         | 5    | Conrad-Robin Scheibner | Tyskland | 4.04,920 | Semifinal   |
| 3         | 2    | Connor Fitzpatrick     | Kanada   | 4.05,577 | Kvartsfinal |
| 4         | 1    | Jurij Vandjuk          | Ukraina  | 4.11,346 | Kvartsfinal |
| 5         | 6    | Pablo Martínez         | Spanien  | 4.21,729 | Kvartsfinal |
| 6         | 3    | Ghailene Khattali      | Tunisien | 4.39,791 | Kvartsfinal |

### Kvartsfinaler
De två högst placerade gick vidare till semifinal medan övriga blev utslagna.
| Placering | Bana | Kanotist                 | Land                  | Tid      | Noteringar |
| --------- | ---- | ------------------------ | --------------------- | -------- | ---------- |
| 1         | 5    | Zheng Pengfei            | Kina                  | 4.05,502 | Semifinal  |
| 2         | 4    | Pavlo Altukhov           | Ukraina               | 4.06,018 | Semifinal  |
| 3         | 3    | Mateusz Kamiński         | Polen                 | 4.08,172 |            |
| 4         | 6    | Sergey Yemelyanov        | Kazakstan             | 4.21,734 |            |
| 5         | 7    | Dániel Fejes             | Ungern                | 4.21,847 |            |
| 6         | 2    | Roland Varga             | Kanada                | 4.28,174 |            |
| 7         | 1    | Buly Da Conceição Triste | São Tomé och Príncipe | 4.55,527 |            |
| 8         | 8    | Rudolph Berking-Williams | Samoa                 | 0DNS0    | 0DNS0      |

| Placering | Bana | Kanotist                  | Land                  | Tid      | Noteringar |
| --------- | ---- | ------------------------- | --------------------- | -------- | ---------- |
| 1         | 7    | Wiktor Głazunow           | Polen                 | 4.07,632 | Semifinal  |
| 2         | 4    | Connor Fitzpatrick        | Kanada                | 4.09,622 | Semifinal  |
| 3         | 6    | Viktor Melantjev          | ROC                   | 4.11,095 |            |
| 4         | 5    | Petr Fuksa                | Tjeckien              | 4.14,476 |            |
| 5         | 2    | Victor Mihalachi          | Rumänien              | 4.15,007 |            |
| 6         | 3    | Jacky Godmann             | Brasilien             | 4.18,208 |            |
| 7         | 1    | Ghailene Khattali         | Tunisien              | 4.35,417 |            |
| 8         | 8    | Roque Fernandes Dos Ramos | São Tomé och Príncipe | 5.10,506 |            |

#### Kvartsfinal 3
| Placering | Bana | Kanotist           | Land       | Tid      | Noteringar |
| --------- | ---- | ------------------ | ---------- | -------- | ---------- |
| 1         | 5    | Sebastian Brendel  | Tyskland   | 4.07,036 | Semifinal  |
| 2         | 3    | Jurij Vandjuk      | Ukraina    | 4.08,719 | Semifinal  |
| 3         | 2    | Pablo Martínez     | Spanien    | 4.09,102 |            |
| 4         | 4    | Vladislav Tjebotar | ROC        | 4.18,517 |            |
| 5         | 6    | Cayetano García    | Spanien    | 4.31,929 |            |
| 6         | 1    | Takanori Tōme      | Japan      | 4.38,546 |            |
| 7         | 7    | Joaquim Lobo       | Moçambique | 5.04,687 |            |

### Semifinaler
De fyra högst placerade gick vidare till A-finalen medan övriga gick till B-finalen.
| Placering | Bana | Kanotist        | Land      | Tid      | Noteringar |
| --------- | ---- | --------------- | --------- | -------- | ---------- |
| 1         | 2    | Adrien Bart     | Frankrike | 4.04,026 | A-final    |
| 2         | 6    | Liu Hao         | Kina      | 4.04,196 | A-final    |
| 3         | 4    | Martin Fuksa    | Tjeckien  | 4.04,220 | A-final    |
| 4         | 3    | Fernando Jorge  | Kuba      | 4.04,725 | A-final    |
| 5         | 1    | Pavlo Altukhov  | Ukraina   | 4.05,857 | B-final    |
| 6         | 5    | Cătălin Chirilă | Rumänien  | 4.09,397 | B-final    |
| 7         | 7    | Wiktor Głazunow | Polen     | 4.09,876 | B-final    |
| 8         | 8    | Jurij Vandjuk   | Ukraina   | 4.20,098 | B-final    |

| Placering | Bana | Kanotist               | Land      | Tid      | Noteringar |
| --------- | ---- | ---------------------- | --------- | -------- | ---------- |
| 1         | 4    | Isaquias Queiroz       | Brasilien | 4.05,579 | A-final    |
| 2         | 5    | Serghei Tarnovschi     | Moldavien | 4.06,635 | A-final    |
| 3         | 2    | Conrad-Robin Scheibner | Tyskland  | 4.08,503 | A-final    |
| 4         | 7    | Zheng Pengfei          | Kina      | 4.09,139 | A-final    |
| 5         | 6    | Balázs Adolf           | Ungern    | 4.09,177 | B-final    |
| 6         | 3    | José Ramón Pelier      | Kuba      | 4.09,696 | B-final    |
| 7         | 1    | Sebastian Brendel      | Tyskland  | 4.11,413 | B-final    |
| 8         | 8    | Connor Fitzpatrick     | Kanada    | 4.12,609 | B-final    |

### Finaler
| Placering | Bana | Kanotist               | Land      | Tid      | Noteringar |
| --------- | ---- | ---------------------- | --------- | -------- | ---------- |
| 1         | 4    | Isaquias Queiroz       | Brasilien | 4.04,408 |            |
| 2         | 3    | Liu Hao                | Kina      | 4.05,724 |            |
| 3         | 6    | Serghei Tarnovschi     | Moldavien | 4.06,069 |            |
| 4         | 5    | Adrien Bart            | Frankrike | 4.06,171 |            |
| 5         | 7    | Martin Fuksa           | Tjeckien  | 4.08,755 |            |
| 6         | 2    | Conrad-Robin Scheibner | Tyskland  | 4.13,725 |            |
| 7         | 1    | Fernando Jorge         | Kuba      | 4.13,918 |            |
| 8         | 8    | Zheng Pengfei          | Kina      | 4.14,048 |            |

| Placering | Bana | Kanotist           | Land     | Tid      | Noteringar |
| --------- | ---- | ------------------ | -------- | -------- | ---------- |
| 9         | 6    | José Ramón Pelier  | Kuba     | 4.02,915 |            |
| 10        | 2    | Sebastian Brendel  | Tyskland | 4.03,723 |            |
| 11        | 3    | Cătălin Chirilă    | Rumänien | 4.03,973 |            |
| 12        | 5    | Pavlo Altukhov     | Ukraina  | 4.04,098 |            |
| 13        | 7    | Wiktor Głazunow    | Polen    | 4.04,463 |            |
| 14        | 8    | Connor Fitzpatrick | Kanada   | 4.06,043 |            |
| 15        | 4    | Balázs Adolf       | Ungern   | 4.07,613 |            |
| 16        | 1    | Jurij Vandjuk      | Ukraina  | 4.10,910 |            |